# La Mer de glace
Ne doit pas être confondu avec Mer de Glace.
La Mer de glace (allemand : Das Eismeer) est un tableau peint par Caspar David Friedrich en 1823-1824 et qui est conservé à la Kunsthalle de Hambourg, en Allemagne. Il est, avec Le Voyageur contemplant une mer de nuages (1818), l'une des plus célèbres œuvres de l'artiste.
Le double titre La Mer de glace ou Le Naufrage qui est donné à ce tableau est une référence à cette toile ainsi qu'à une autre toile perdue de l'artiste, mais avec un thème similaire.

## Description
Le tableau représente une mer gelée. Les blocs de glace qui la composent font saillie vers le ciel, tout en présentant un aspect tranchant. La poupe d'un navire en bois pris dans cette mer de glace est visible. Il s'agit du HMS Griper, l'un des deux navires menés par William Edward Parry en 1819-1820 dans une expédition dans l'Arctique à la recherche du passage du Nord-Ouest qui inspira Friedrich.

## Composition
La composition, classique mais tourmentée, plonge le spectateur au milieu de ce fracas de glace. Friedrich multiplie les artifices de déstabilisation classique dans son œuvre, tels le contraste d'échelle ou l'opposition entre difficulté de lecture et finesse des détails.

## Analyse

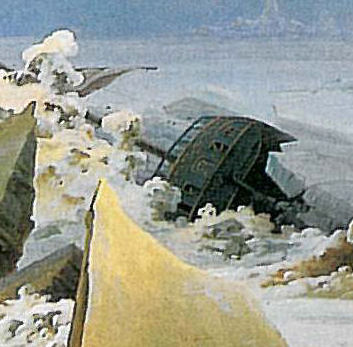
Détail du navire

Le tableau témoigne de l'ambiguïté de la peinture de Friedrich, oscillant entre paysage et histoire. Cependant, l'histoire est bien ici prétexte à la représentation d'un paysage saisissant ; le motif relègue ainsi au second plan le sujet, illustrant les recherches de Friedrich sur la prédominance du paysage.
Dans ses peintures, Friedrich fait souvent référence à la mort, mais La Mer de glace est une des rares œuvres où il représente une scène de catastrophe.
C'est en voyant ce tableau que le sculpteur David d'Angers, en visite dans l'atelier du peintre à Dresde en 1834, aurait utilisé la célèbre formule : « la tragédie du paysage ».
Caspar David Friedrich n'est jamais allé dans l'Arctique, mais il a souvent pu observer l'Elbe gelée. Il a recomposé cette scène sur la base de croquis des blocs isolés de glace. Hormis le navire de Parry, le peintre a probablement puisé son inspiration — même inconsciemment — dans la mort par noyade de son frère : à l'âge de 13 ans, alors qu'il faisait du patinage, il a été sauvé de la noyade par son jeune frère Christoph, avant que ce dernier ne se noie lui-même dans l'eau glacée, sous ses yeux. Cette œuvre est, malgré son caractère réaliste, imaginaire,.

## Historique
Globalement, le travail sur cette toile fut jugé à l'époque trop radical dans sa composition, et incompris, le tableau resta invendu jusqu'après la mort de Friedrich en 1840. La Kunsthalle de Hambourg l'a acheté en 1905, à un descendant de son ami le peintre norvégien Dahl.

## Hommage

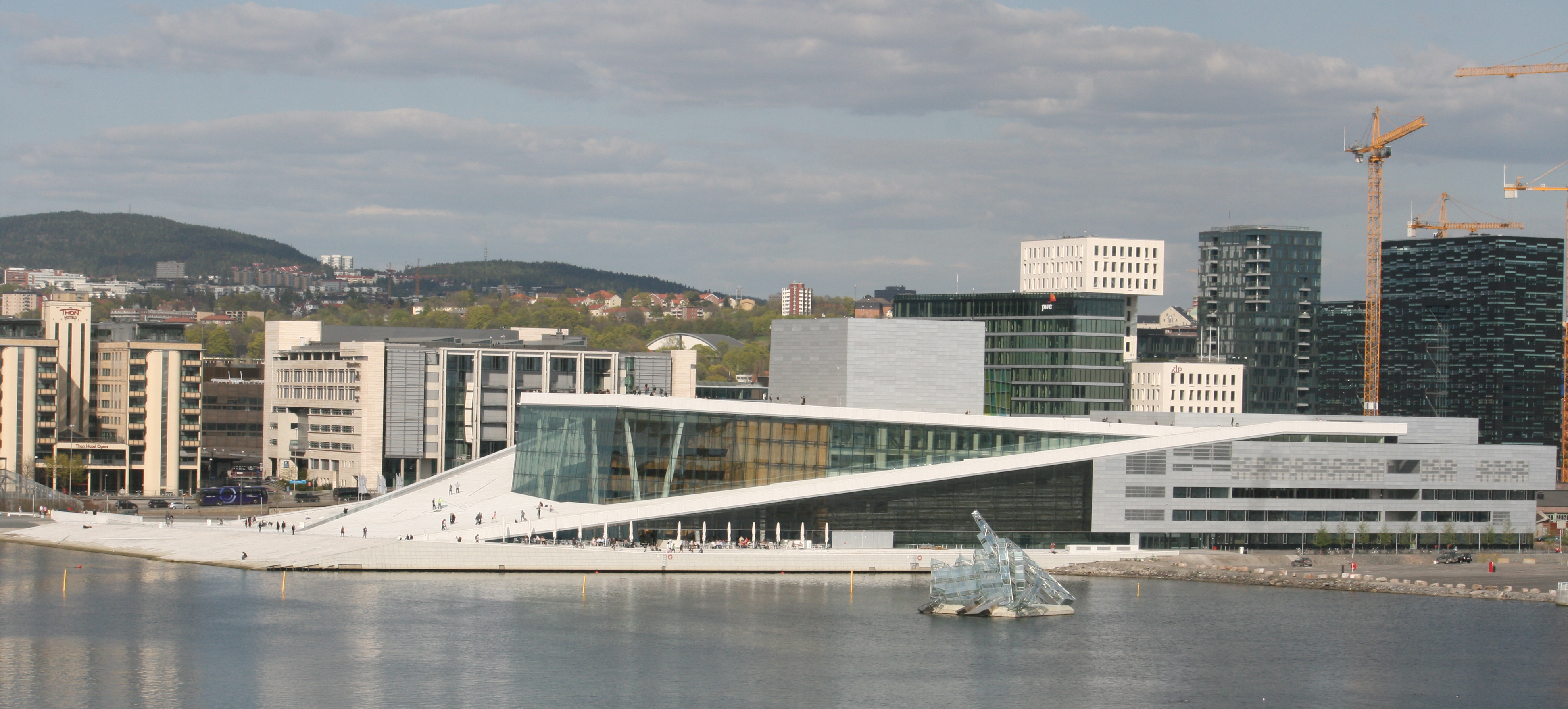
She lies, de Monica Bonvicini, devant l'Opéra d'Oslo.

- Ce tableau est repris sur l'album Return to the Sea (2006) du groupe Islands.
- L'artiste italienne Monica Bonvicini a réalisé en 2010 l'œuvre sculpturale She lies en hommage au tableau. Positionnée près de l'Opéra d'Oslo, cette sculpture flottante est une reproduction en trois dimensions des blocs de glace qui pointent vers le ciel[5].